# Киселівка (Корюківський район)
Киселі́вка — село в Україні, у Менській міській громаді Корюківського району Чернігівської області, на березі річки Мена. Населення становить 902 осіб. До 2016 орган місцевого самоврядування — Киселівська сільська рада.
Назву отримало від прізвища українського православного магната, сенатора Речі Посполитої Адама Киселя.

## Історія

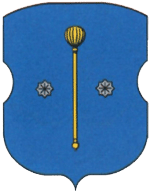
Історичний герб села

Археологічні дослідження виявили біля сіл Киселівка та Величківка залишки поселення племені сіверян VIII—ІХ століть (роменська культура) та два давньоруських городища періоду Київської Русі IX–XIII століть.
Є відомості, що в жовтні 1239 року під час нашестя монголо-татарських орд, якими на цьому напрямку керував хан Менгу, було зруйновано городище Чепіжине на околиці Киселівки. Як скоро після цього відновилось поселення на території сучасної Киселівки, невідомо.
У середині XIV століття в результаті успішної спільної визвольної боротьби русинів та литовців проти влади Золотої (Волзької) Орди Чернігівщина опинилася в складі Великого князівства Литовського, Руського і Жемайтського.
З 1450-х років великий князь Литовський Олександр Казимирович надає міста й землі Чернігово-Сіверщини «для годування» князям-московитам, які попросили політичного притулку в Литві, тому що ворогували із великим князем Московським Іваном III. Але вже 1500 року ці князі, вчинивши державну зраду, переходять на державну службу до московського князя Івана III, що спровокувало чергову московсько-литовську війну. У квітні 1500 року Чернігів було окуповано московськими військами. За мирним договором 1503 р. всі сіверські міста відійшли до Московської держави.

### Річ Посполита
У 1569 році внаслідок підписання Люблінської унії (союзницького договору) Велике князівство Литовске і Руське об'єднується з Королівством Польським в єдину державу Річ Посполиту.
Лише в 1618 році, внаслідок походу на Москву військ Речі Посполитої, у складі яких воювали 20 тисяч запорозьких козаків на чолі з гетьманом Петром Конашевичем-Сагайдачним, згідно з Деулінським перемир'ям, Чернігово — Сіверські землі передано Речі Посполитій, а Чернігів став центром Чернігівського воєводства.
Саме село Киселівка вперше згадується в письмових джерелах у середині XVII століття. Свою назву отримало від прізвища українського православного магната, київського воєводи і сенатора Речі Посполитої Адама Киселя, який, згідно з місцевими народними переказами, був господарем населеного пункту до 1648 року. Зважаючи на те, що Кисіль мав резиденцію у фортеці міста Мена, цю версію походження назви села можна вважати достовірною. Адже і київську Замкову гору в ті часи називали Киселівкою через те, що воєвода Кисіль мешкав у фортеці на цій горі.

### Козацька доба
У період національно-визвольної війни під проводом гетьмана Війська Запорозького Богдана Хмельницького місцеві жителі приєдналися до боротьби проти польської шляхти. Киселівську адміністративну сотню сформовано у складі Сосницького полку (1648–1649). У 1649 році сотня разом з полком ліквідована, а територію включено до Сосницької сотні. Але в 1750-х роках Киселівська сотня відновлена.

### Російська імперія

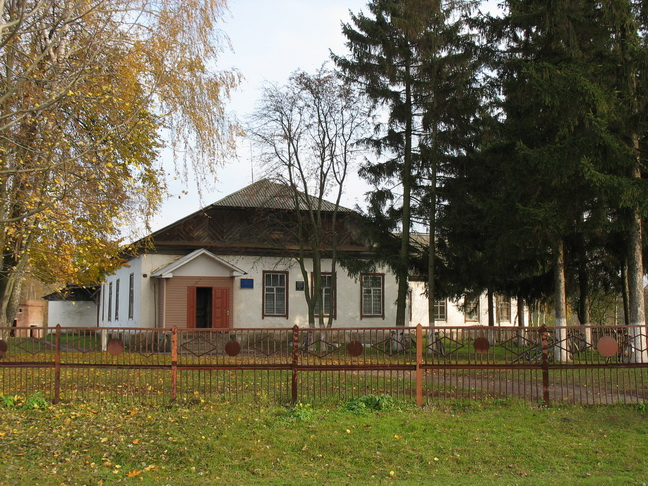
Киселівська середня школа

У 1654 році згадується як військовий та адміністративний підрозділ Ніжинського полку, який, крім села Киселівка, включав село Боровичі. У складі Ніжинського полку Киселівська сотня перебувала до 1663 року, коли гетьман Іван Брюховецький відновив Сосницький полк. У період з 1663 року по 1668 рік сотня перебувала у його складі. З ліквідацією гетьманом Дем'яном Многогрішним Сосницького полку Киселівська сотня відійшла до Чернігівського полку, у якому перебувала далі аж до ліквідації полково-сотенного устрою Лівобережної України в 1782 році. Територія скасованої сотні увійшла до Чернігівського намісництва Російської імперії.
Перелік сотників Киселівської сотні: Сава (1649). Вовк Влас (1650). Киселівський Тихон Мартинович (1654). Свьонтицький Федір (1659). Тищенко Мартин (Тихонович) (1660). Свьонтицький Федір (1668). Михайлов Герман (1669). Тищенко Василь Мартинович (1670). Бутожанов Кіндрат (1672—1675). Тищенко Андрій Тихонович (1681). Сахновський Гнат Васильович (1681). Лазовський Тимофій (1685—1687). Доценко Григорій (1687). Антонович Василь (1688). Яценко Василь (1690). Якименко Іван (1694). Сахновський Гнат Васильович (1696). Пікуль Назар Іванович (1698). Ковтунович Омельян (1699, н.). Ковтунович Іван (1700, н.). Купчинський Михайло (1700—1706). Стаховський Василь Антонович (1709). Андрусенко Роман (1715). Шарій Дмитро (1720). Ковтун Яків (1717, н.). Омельянович Павло (1722—1723). Лавринович Василь (1723, н.). Лисенко Іван (1723—1735). Лисенко Василь (1744—1760). Шаршанович Іван Юхимович (1760—1769). Демидовський Іван (1770—1782).

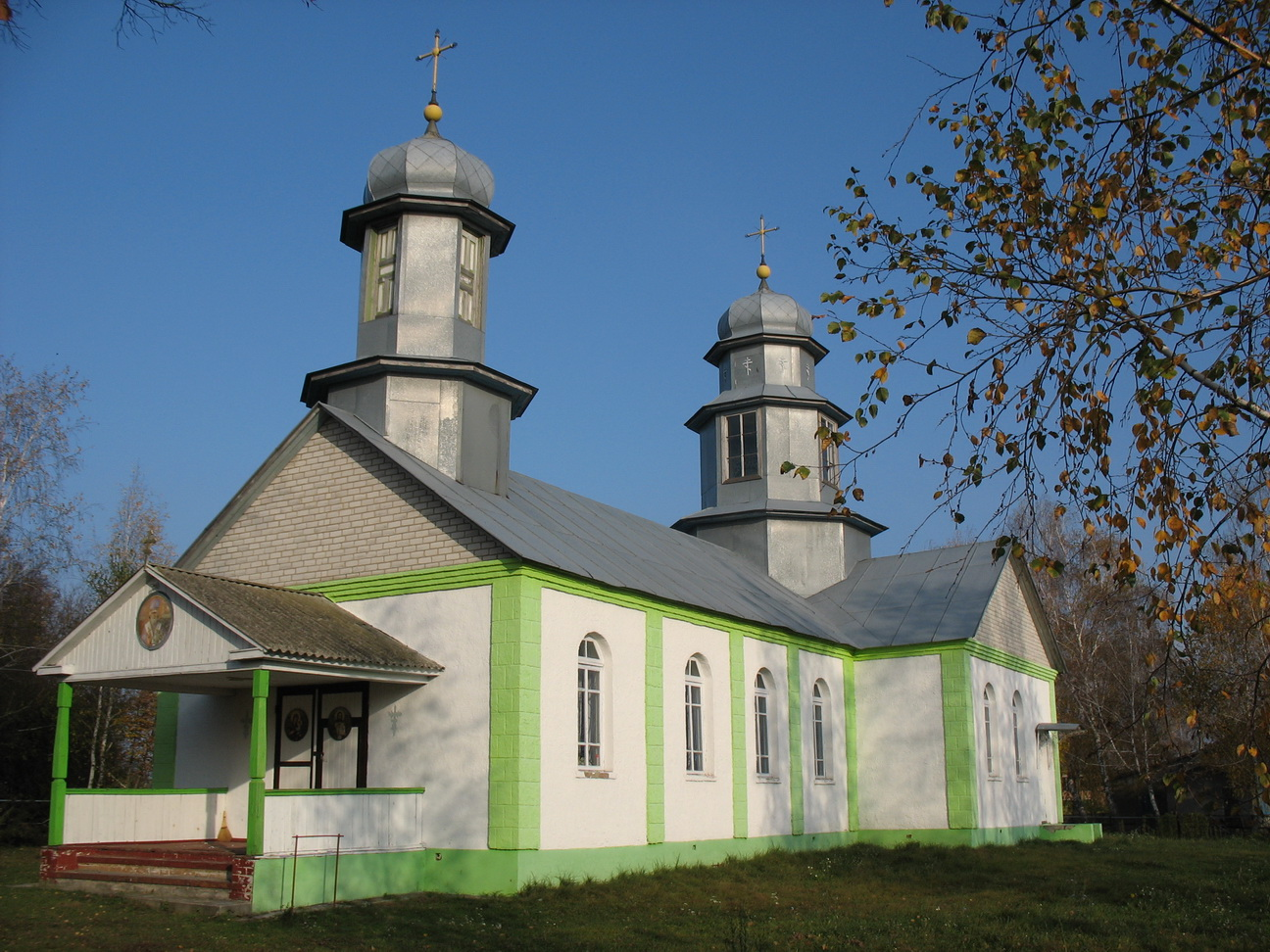
Сучасна Миколаївська церква. Кінець XX ст. Архітектурний стиль — московський єпархіальний.

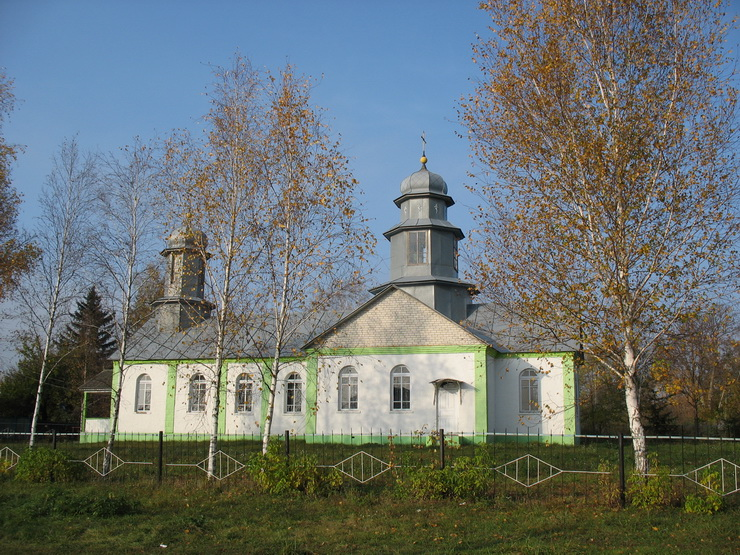
Сучасна Миколаївська церква. Вигляд збоку

У 1732 році документально зафіксовано наявність у Киселівці школи, шпиталю та ім'я місцевого священика — Івана Дунінова. У відомості Чернігівського полку 1742 року в Киселівці зафіксовано два млини у власності колишнього полкового писаря Івана Янушкевича. Назву села записано як КиселЮвка. Очевидно, це пояснюється особливостями вимови місцевого діалекту, що зберігся до початку XXI століття.
У 1788 році збудована дерев'яна Миколаївська церква, яку було перебудовано в 1857 році. Доля храму за часів СРСР потребує дослідження. Одні старожили розповідають, що в будівлі церкви розмістили школу для дітей, яка знаходиться там і донині, а інші говорять, що церкву розібрали і з цих матеріалів збудували школу.
У 1866 році в Киселівці налічувалося 414 дворів і 2402 жителі.

### Визвольні змагання
З жовтня 1917 по січень 1919 року на Менщині діяла влада Центральної ради Української Народної Республіки, Директорії, німецько-австрійських військ, кінець-кінцем встановлюється більшовицька окупація.
Довгий період часу в районі діяли українські партизани.
У 1922 році в Киселівці була організована сільськогосподарська комуна «Червоний Жовтень». У 1935 році — утворені колгоспи «Друга п'ятирічка», «Червоний плугатар», імені Сталіна, «Веселий Поділ».

### Друга Світова війна

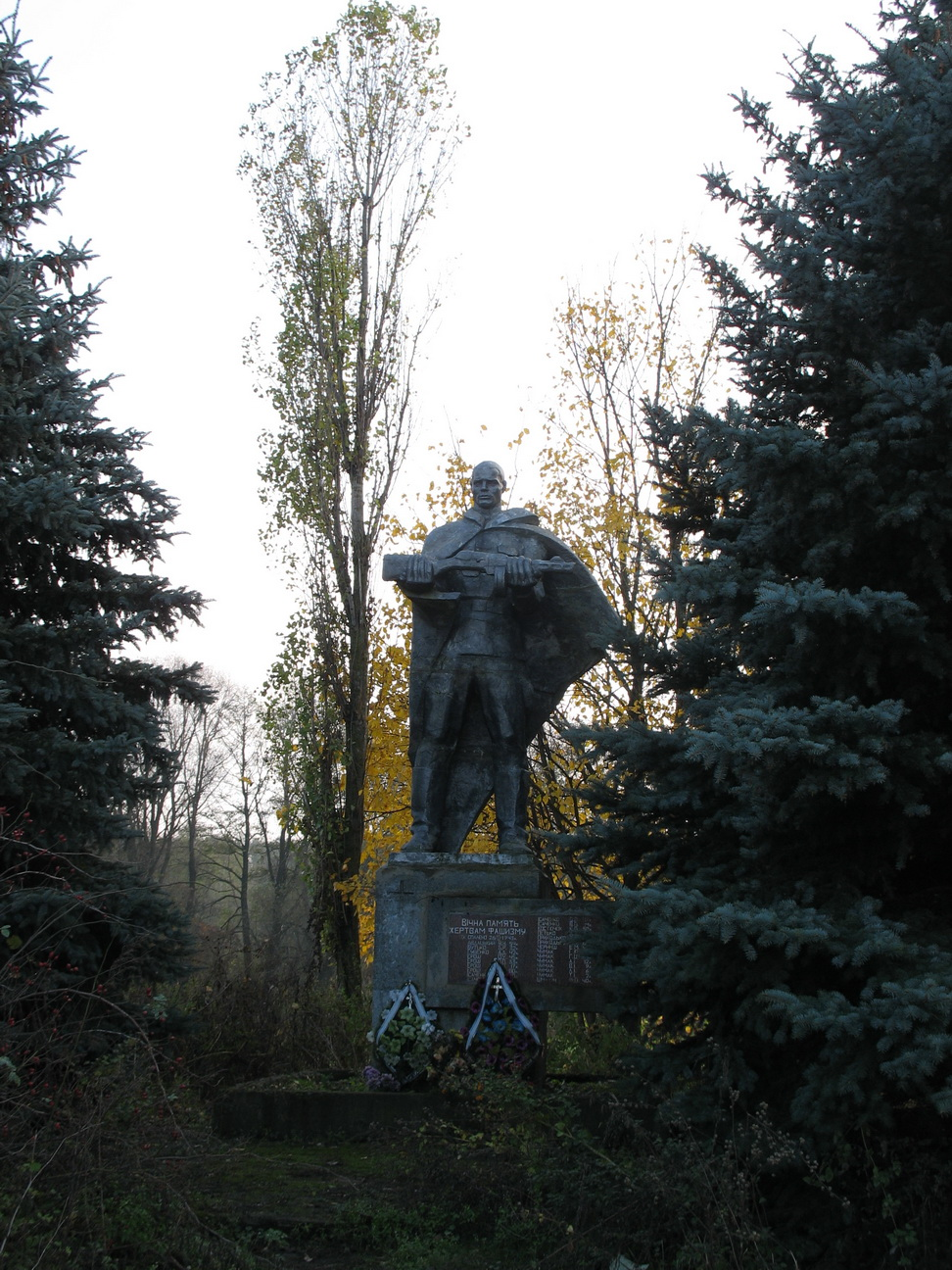
Меморіал 23 жителям села, заживо спаленим гітлерівцями

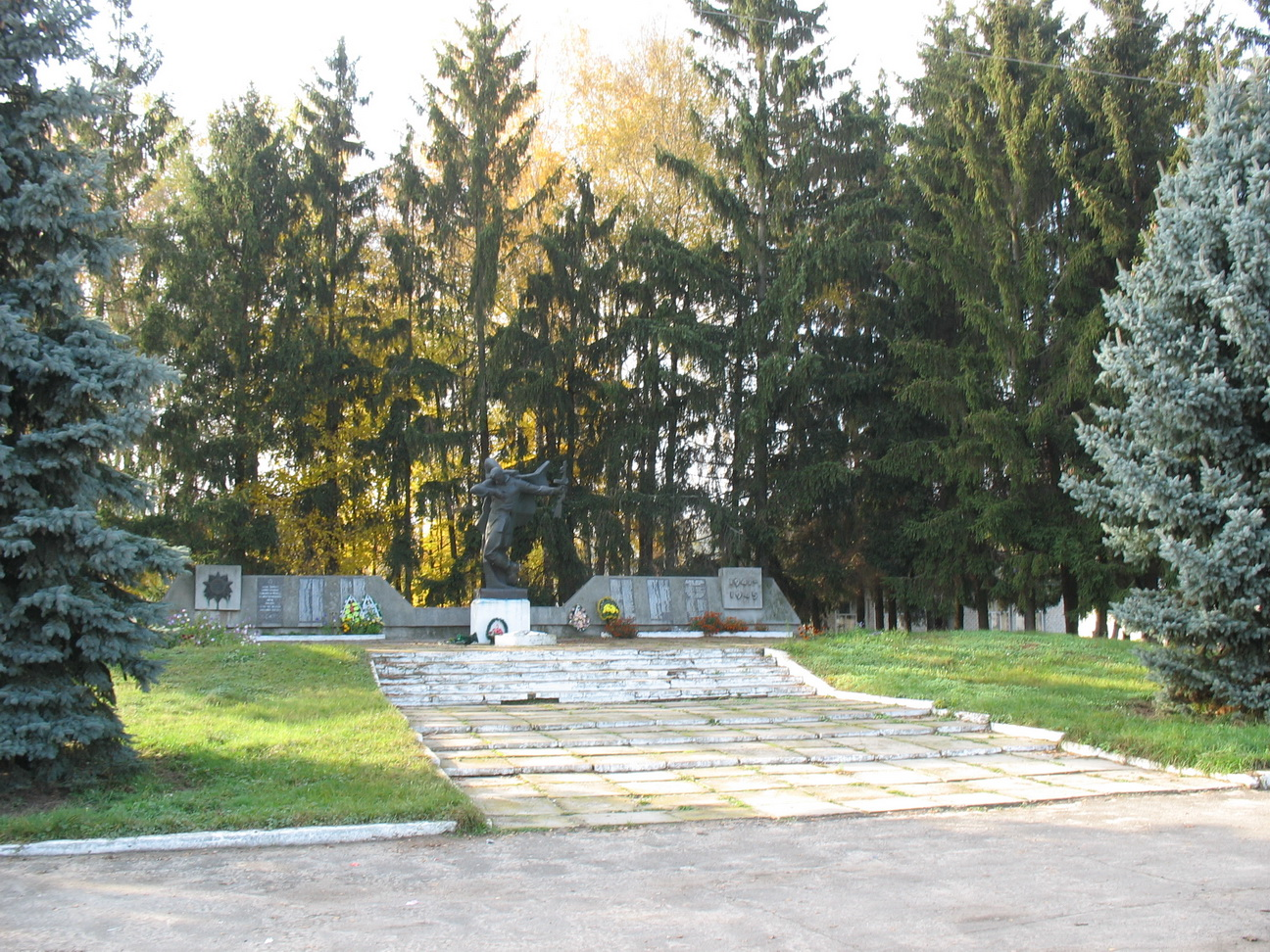
Меморіал воїнам-визволителям Другої світової війни

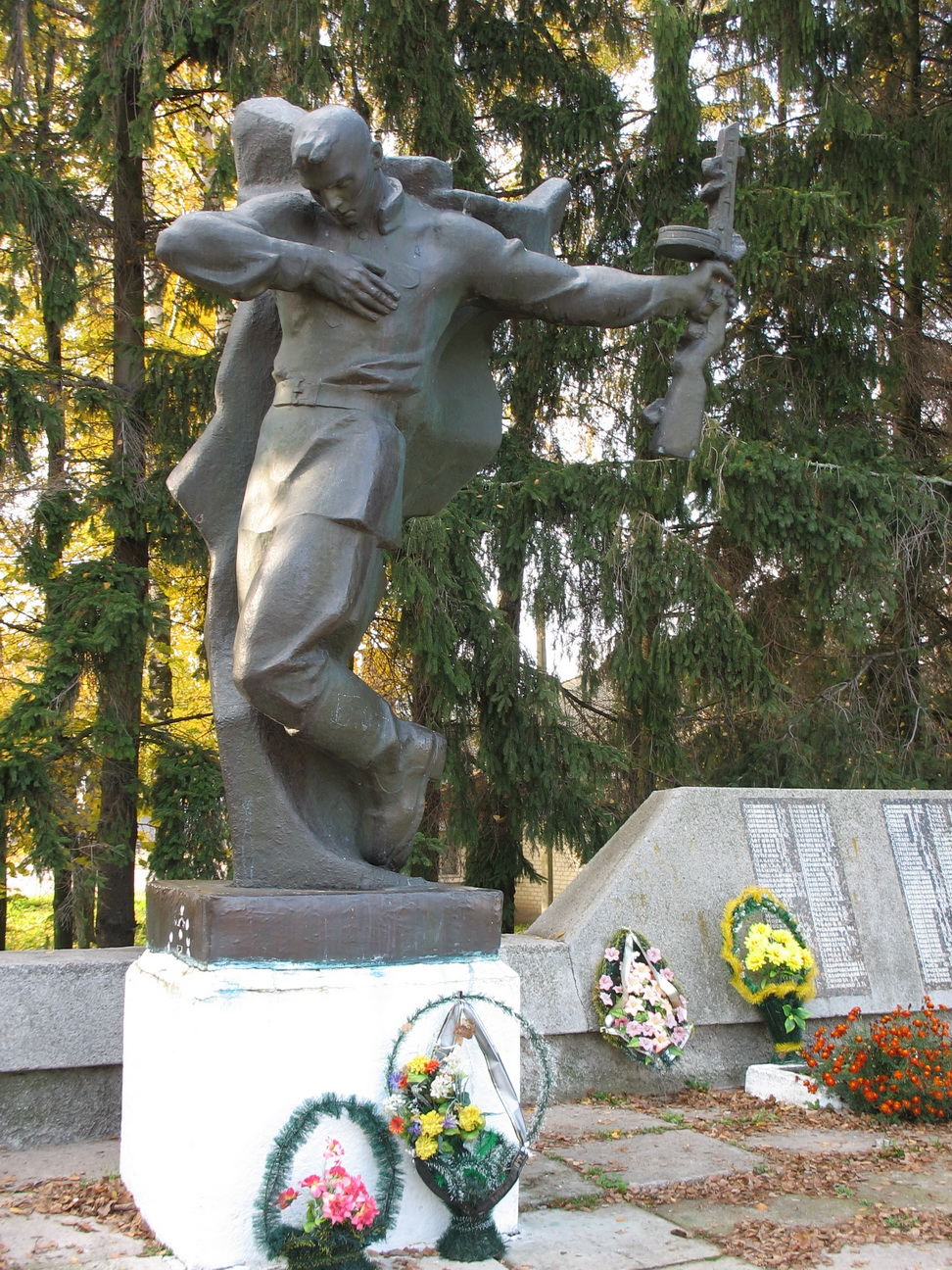
Меморіал воїнам-визволителям Другої світової війни

Після вторгнення німців у 1941 році до СРСР на території Киселівки в урочищі «Городище» радянською владою була підготовлена партизанська база з метою організації опору німецько-нацистським загарбникам, а в самому селі створена підпільна група. Широко відоме в районі ім'я бійця-партизана, жителя Киселівки Й. О. Нижника.
У період окупації Киселівки з 6 вересня 1941 року по 19 вересня 1943 року за доносом зрадника база була ліквідована підпільна група, а її учасники розстріляні нацистами. Серед них голова та секретар сільської ради П. Ващенко і Ф. Миколайчик, вчитель М. Китринський та інші.
26 лютого 1942 року були заживо спалені в хаті 23 жителі села. Це була типова каральна акція німецької влади у відповідь на дії партизанів. Нині на цьому місці знаходиться меморіал.
72 молодих людей з Киселівки було вивезено на примусові роботи до Німеччини, що врятувало чоловічу їх частину від примусової мобілізації до лав Червоної армії як сумнозвісних "чорнопіджачників". Ті, хто залишився, працювали на торф'яних кар'єрах поблизу.
Після відновлення російської окупації в Киселівки в 1943 році юнаків призивного віку мобілізували до лав Радянської армії. На фронтах Другої Світової війни боролися з ворогом 700 місцевих жителів, 266 з них нагороджені орденами і медалями, 320 осіб — загинули.
На честь односельців, які загинули в боях з німецько-нацистськими загарбниками, встановлено пам'ятник воїну-визволителю.

### Післявоєнне життя в СРСР
Після закінчення війни село поступово загоювало рани. У січні 1950 року чотири колгоспи об'єдналися в один — імені Сталіна, з 1962 року він став називатись імені ХХП з'їзду КПРС. Збудовано будинок культури, облаштовано сільську бібліотеку, лікарню, дитячий садок розмістили в колишньому панському маєтку. Навчання в киселівській загальноосвітній середній школі за часів СРСР здійснювалось українською мовою.

### У незалежній Україні
Нині в селі Киселівці діє загальноосвітня школа І-ІІІ ступенів, будинок культури на 600 місць, бібліотека, дільнична лікарня, дитячий садок, чотири магазини, кафе, відділення зв'язку, ощадкаса, дві їдальні, нова дерев'яна Миколаївська церква (парафія УПЦ МП).
Станом на 1 січня 2000 року в Киселівці налічувалось 552 двори і проживало 1247 осіб.
12 червня 2020 року, відповідно до розпорядження Кабінету Міністрів України № 730-р «Про визначення адміністративних центрів та затвердження територій територіальних громад Чернігівської області», увійшло до складу Менської міської громади.
19 липня 2020 року, в результаті адміністративно-територіальної реформи та ліквідації Менського району, село увійшло до складу Корюківського району.

## Пам'ятки
- Меморіал заживо спаленим гітлерівцями в 1942 р. жителям Киселівки.
- Меморіал воїнам-односельцям, загиблим на фронтах Другої Світової війни.
- Миколаївська дерев'яна церква, новобудова.
- Киселівський заказник.

## Екологія

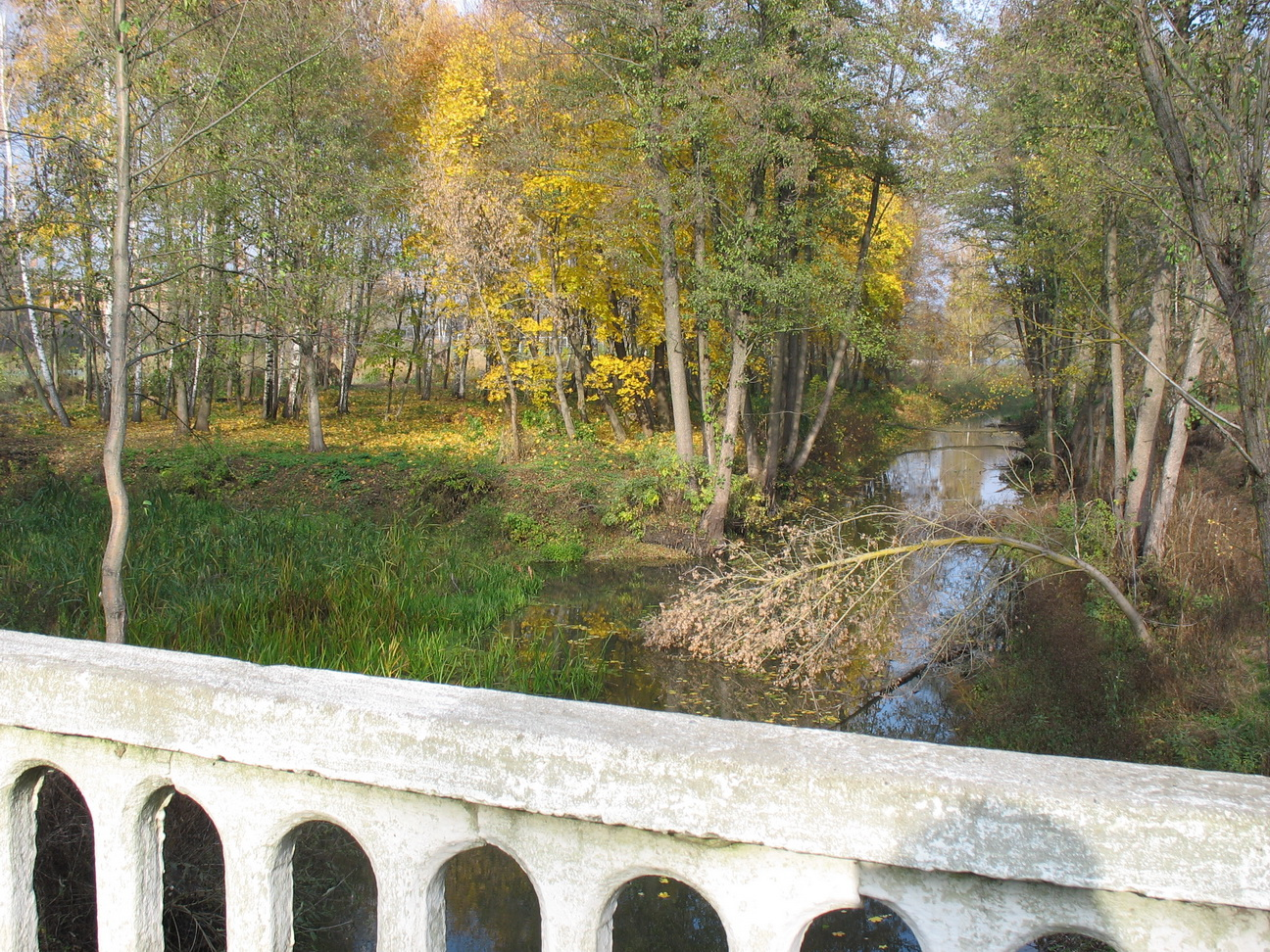
Ріка Мена в урочищі «Ракита» поблизу школи

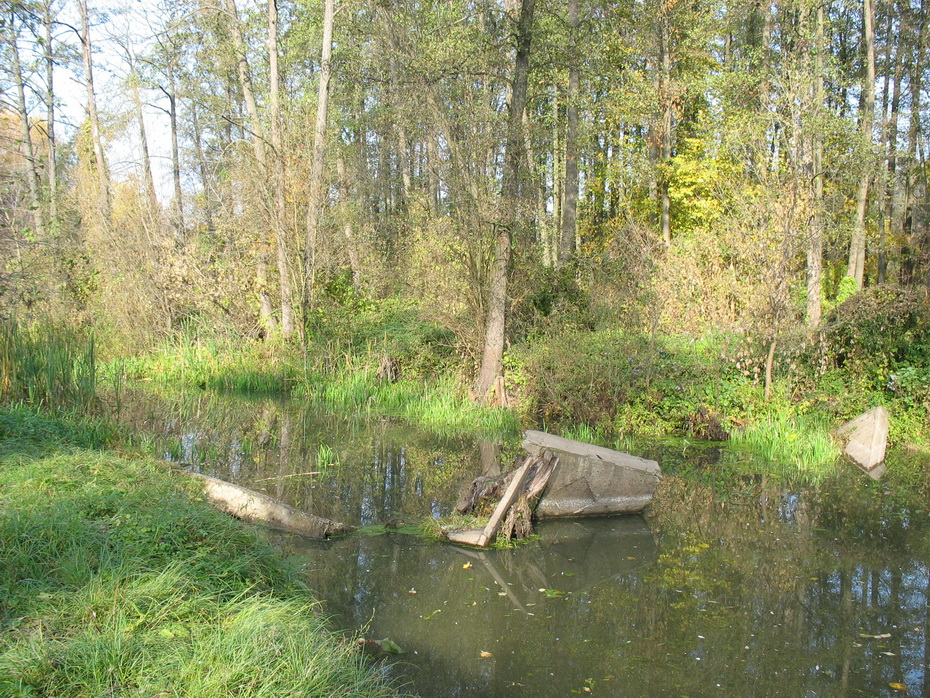
Сучасна «дамба» на р. Мена в урочищі «Ракита». Сміливці біля неї купаються.

Киселівку обійшли стороною радіаційні хмари Чорнобильської катастрофи 1986 року. Саме село, лани й ліси навколо нього мають нормальний радіаційний фон. У зв'язку з цим село має потенціал щодо розвитку екотуризму та агротуризму.
Прямо посередині села знаходиться велика зелена зона уздовж річки Мени — урочище «Ракита», складовою якого є березовий гай на «острові», насаджений учнями сільської школи в 1960-х роках. У цій зоні мешканці Киселівки здавна рибалили вудками та купалися, плавали на лодках. У березовому гаю весною видобувають березовий сік. У наволишніх лісах збирають гриби.
До революції 1917 року в центрі села біля нинішнього провулку Марини Раскової, що веде до річки Мена, знаходилось панське обійстя із фруктовим садом. Поблизу в річці було облаштовано панську купальню за допомогою невеликої дамби, на дні насипано камінці-гальку, а біля дамби в рукаві річки рядок з великих каменів утворював мальовничий грайливий поріг.
Ще на початку 1990-х років у колишній панській купальні в річці Мена та вище за течією можна було купатися, пізніше з незрозумілих причин навпроти дамби русло річки було розкопане екскаватором, внаслідок чого впав рівень води, а дно купальні вкрила чорна земля. Наступні спроби місцевої влади виправити ситуацію шляхом утворення нової примітивної дамби вище за течією позитивного результату не дали: нині жителі Киселівки фактично позбавлені можливості купатися в річці, яка суттєво зміліла, заросла водоростями і завалена стовбурами дерев.

## Місцеві свята і культурні події

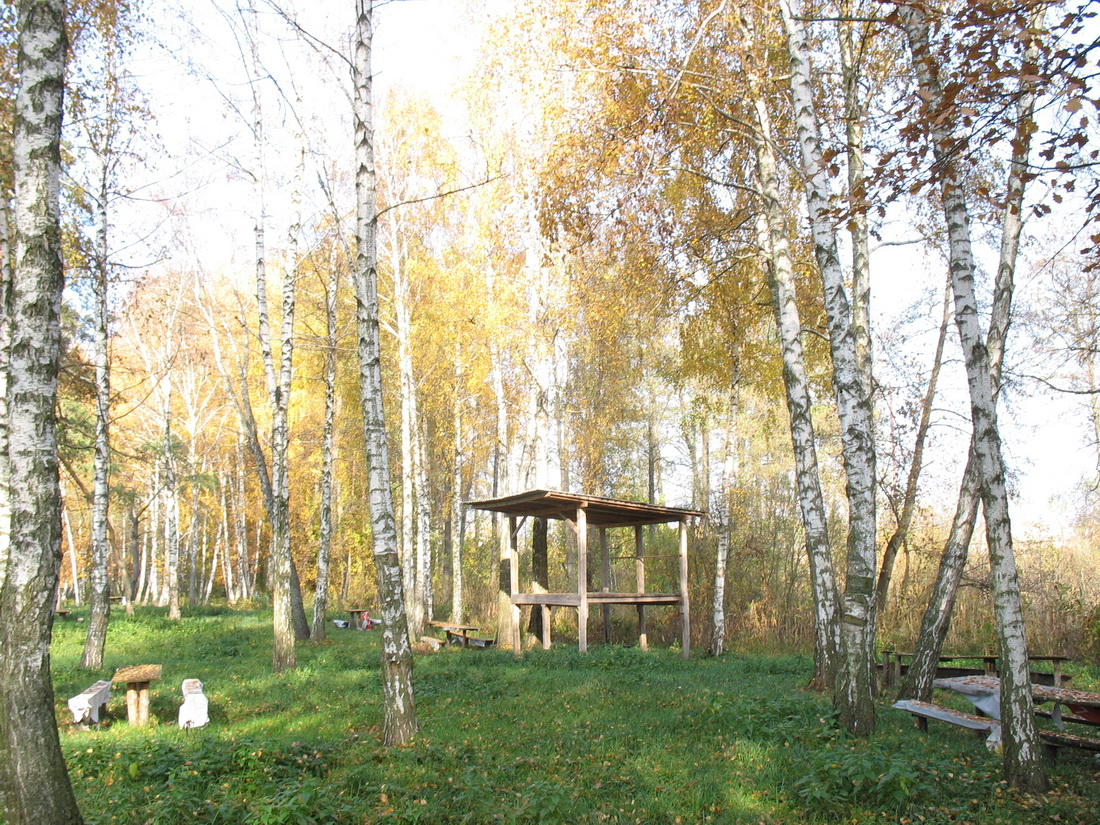
Березовий гай на «острові», де відбувається фестиваль «Святкування Купали». Гай висаджено в 1960-х роках

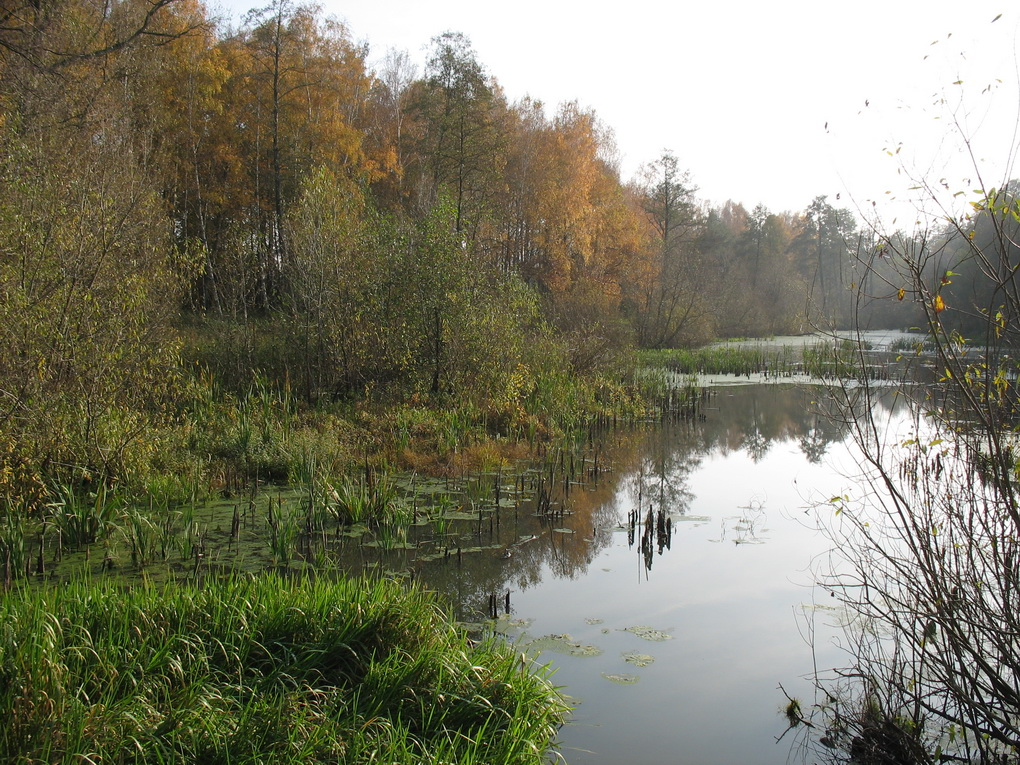
Річка Мена біля «острова». Під водою — затоплена дамба і панська купальня

- У селі відновлено українську народну традицію колядування в навечір'я християнського свята Різдва Христового (увечері 6 січня). Місцевою особливістю є те, що колядники не стукають у вікно до господаря і не заходять до хати, а просто співають у дворі під вікнами. Тому господарі мусять сидіти вдома тихо і чекати на колядників, інакше можуть і не почути. Здебільшого відвідують лише знайомих. Цікаво ходити в цей час вечірніми вулицями села: невеликі групи дітей та молоді виринають звідусіль, світять ліхтариками, дзвонять «зіркою», сміються.
- 26 лютого вшановується пам'ять жителів Киселівки, заживо спалених гітлерівцями в 1942 році.
- 9 травня — святкування Дня Перемоги.
- 6 липня ввечері відбувається киселівський фестиваль «Святкування Купали». Дійство відбувається на так званому «острові» в центрі села, що знаходиться на березі річки Мени навпроти колишньої панської купальні. На острові облаштовано столи та лавки, сцену, проведено електрику. Школярі сільської школи розігрують тематичну виставу, виступає киселівський хор або інший запрошений колектив, виконавець. Коли сутеніє, розпалюється величезне багаття, біля сцени починається молодіжна дискотека.
- 24 серпня — святкування Дня відновлення незалежності України.
- 19 вересня — святкування дня визволення Киселівки від німецької окупації.

## Місцевийдіалект
Мешканці Киселівки розмовляють («гамóнеть») чернігово-сіверським діалектом української мови, але з певними особливостями, характерними лише для цього села. Сусідні села мають інші особливості діалекту. Цей діалект є фонетично більш наближеним до білоруської мови, ніж до літературної української, що не дивно, зважаючи на близьку відстань до Білорусі.
Серед відмінностей «киселівської мови», як жартома називають свій діалект киселівці, можна відмітити такі:
- звук «і» вимовляється як «уе» після твердих приголосних (кінь — куень), як «ьуе», «юе» після м'яких приголосних (Киселівка — Киселюевка);
- замість «о» в ненаголошених складах вживається «а».

Як було зазначено в розділі «Історія» цієї статті(?), документально засвідчено, що діалект цей у такому ж вигляді існував і в 17-18 століттях.

## Місцеві назви (топоніми)
Певні місцевості села Киселівка мають серед жителів власні назви. Поняттю району в місті тут відповідає слово «кут», «куток».
Урочища:
- Мастище — це був раніше великий лук між Киселівкою і селом Сахутівка, де косили траву. Можливо, назва походить від дієслова «мостити» (у значенні складати, класти траву)
- Гáле — лісовий масив за Мостищем (сосни). Згідно зі словником української мови Б.Грінченка, словами «гал», «гало», «галява» називали кругле незайняте місце в лісі, посеред озера. Також «гало» — це шар. «Галка» — це назва птаха чорного кольору, а також весняної обрядової хороводної гри.
- Церковне — місцевість за Мицавлянкою біля річкової мілини
- Раки́та — заліснена місцевість у центрі села на лівому березі річки Мени, що тягнеться вздовж річки від школи до «острова». Згідно зі словником Б. Грінченка, слово «ракита» («рокита») в українській мові означає вербу. Так, у Сумській області протікає річка Ракита, яку також називають р. Вербовитиця. У сербській мові слово «ракита» означає вербу червону.
- Гарадище

Станом на сьогодні відомі такі «кути» села Киселівка (назви наведено з транскрипцією киселівської вимови):
- Мицавлянка, що походить від прізвища Миц
- Стайнуевка від прізвища Стайно
- Бабичюевка від прізвища Бабич
- Сидоруевка від прізвища Сидорович
- Сизонавка від прізвища Сизоненко
- Кавтунуевка від прізвища Ковтунович
- Жукуевка від прізвища Жук
- Середуевка від прізвища Середа
- Шкируевка від прізвища Шкир
- Патапавка від імені Потап
- Канатоп — місцина, де починається село Киселівка, якщо рухатись автошляхом від м. Мена в напрямку м. Корюківка. Нині там розташована автобусна зупинка. Походження назви народні перекази пояснюють болотистою місцевістю біля русла річки Конотоп, що тече поблизу, у якій загрузали коні.
- Кóварат — куток біля розгалуження вулиць, що ведуть на Мицавлянку і на Конотоп. Старовинне українське слово «коворот» означає ворота, якими закривався вихід із села.[4] Слово «коворот» вжив Т. Г. Шевченко в поемі «Сова». Ця назва також може походити від того, що тут мешкали ковалі ще за часів Речі Посполитої, оскільки польська Вікіпедія пояснює походження назви польського поселення Ковари саме з видобутком залізної руди та ковальством. А мовою сучасних сербів, яких науковці вважають спорідненими з сіверянами, слово «коверат» означає «конверт», і в цьому є певний смисловий зв'язок з воротами.
- Зарудка. Назва місцевості походить від назви невеликої річки Рудка, що колись там протікала. Назва річки імовірно пов'язана з тим, що з її берегів брали руду глину для обмазування хат.
- Груд
- Балкóн — місцина між кутками «Груд» і «Ковтунівка»
- Олéс — місцевість біля лісу
- Бекéт. Назва пов'язана, імовірно, з тим, що тут колись розміщувався пост козацького бекета — невеличкого козацького прикордонного підрозділу, що здійснював патрулювання певної території.
- Чепіжине. Імовірно, саме тут було давньоруське поселення з такою ж назвою.

## Видатні земляки
- Уродженцем Киселівки є Г. П. Ковтунович — відомий онколог, професор, доктор медичних наук.
- Деякий час у селі мешкав І. С. Осипенко — Герой Радянського Союзу, учасник Другої Світової війни.
- У Киселівці пройшло дитинство О. М. Лопухова — українського художника, народного художника УРСР.
- Уродженцем Киселівки також є С. М. Тітовський — вояк-афганець, який загинув під час бойових дій в Афганістані. Його посмертно нагороджено орденом Червоної Зірки, іменем Сергія Тітовського названа вулиця, на якій він мешкав.
- З Киселівки походить Думенко (Думченко, Дума) Лука — кобзар, який є одним із кобзарів і лірників, знищених більшовиками в 1930-х роках. Див. Розстріляний з'їзд кобзарів [Архівовано 27 Вересня 2013 у Wayback Machine.]
- Шумейко Олександр Вікторович — солдат Збройних силУкраїни, учасник російсько-української війни 2014—2017.

В Киселівці похований Уткін Олександр Анатолійович — старшина резерву, МВС України, загинув під Іловайськом.